# Владов Ігор Анатолійович
І́гор Анато́лійович Вла́дов — солдат Збройних сил України, учасник російсько-української війни.

## Життєпис
Закінчив Вільшанську ЗОШ, одружився.
У часі війни — механік-телеграфіст 54-ї окремої механізованої бригади.
20 лютого 2016 року загинув під час виконання обов'язків військової служби в Ізюмському районі Харківської області.
1 березня Ігоря поховали з військовими почестями на селищному кладовищі Вільшанки. Залишилися батьки, дружина та двоє маленьких дітей.

## Вшанування
- У березні 2016-го у Вільшанській ЗОШ встановлено меморіальну дошку на честь Ігоря Владова.
- Рішенням Вільшанської районної ради від 23 листопада 2016 року присвоєно звання «Почесний громадянин Вільшанщини» (посмертно).
- У Вільшанському центрі дитячої та юнацької творчості Вільшанської селищної ради названо курінь іменем Ігоря Владова.
- 18.08.2016 року нагороджений Кіровоградською обласною радою Відзнакою Кіровоградської області «За мужність і відвагу» (посмертно)»[1]
- Його портрет розміщений на меморіалі «Стіна пам'яті полеглих за Україну» у Києві: секція 8, ряд 8, місце 12
- 29 серпня 2023 року, в День пам`яті захисників і захисниць України, які загинули в боротьбі за незалежність, суверенітет і територіальну цілісність України, в селищі Вільшанка відкрито Дошку пам`яті загиблим воїнам-землякам «Честь і Слава Героям України», на якій під №3 викарбовано ім'я Героя.